# Мирное (Великоновосёлковский район)
Ми́рное (укр. Мирне; до 2016 г. — Ка́рла Ма́ркса, ранее Мариента́ль) — село на Украине, находится в Великоновосёлковском районе Донецкой области.

## История
Прежнее название немецкой колонии — Мариенталь (нем. Mariental).
В 1928 г. в честь 10-й годовщины Октября колония Мариуполь переименована в Марксфельд. В 1945 г. постановлением Сталинского облисполкома хутор Марксфельд Марксфельдского сельсовета Больше-Янисольского района переименован в Карла Маркса.
В 2016 году Верховная Рада переименовала село Карла Маркса в село Мирное.
13 июля 2025 года, в ходе боёв на новопавловском направлении, село захвачено ВС РФ.
Код КОАТУУ — 1421284403. Население по переписи 2001 года составляет 587 человек. Почтовый индекс — 85512. Телефонный код — 6243.